# Route Adélie de Vitré 1997
La Route Adélie de Vitré 1997, seconda edizione della corsa e valida come evento del circuito UCI categoria 1.4, fu disputata il 4 aprile 1997 su un percorso di 200 km. Fu vinta dal francese Nicolas Jalabert al traguardo con il tempo di 4h48'37", alla media di 41,57 km/h.
Partenza con 130 ciclisti, dei quali 62 portarono a termine la gara.

## Ordine d'arrivo (Top 10)
| Pos. | Corridore            | Squadra         | Tempo    |
| ---- | -------------------- | --------------- | -------- |
| 1    | Nicolas Jalabert     | Cofidis         | 4h48'37" |
| 2    | Cyril Saugrain       | Cofidis         | a 10"    |
| 3    | Germano Pierdomenico | Cantina Tollo   | a 15"    |
| 4    | Gérard Rué           | GAN             | s.t.     |
| 5    | Pascal Hervé         | Festina-Lotus   | s.t.     |
| 6    | Franck Bouyer        | Franç. des Jeux | s.t.     |
| 7    | Laurent Pillon       | Mutuelle        | s.t.     |
| 8    | Benoît Salmon        | Lotto           | s.t.     |
| 9    | Artour Babaitsev     | Lada            | s.t.     |
| 10   | Marc Streel          | Cofidis         | s.t.     |